# 浸礼

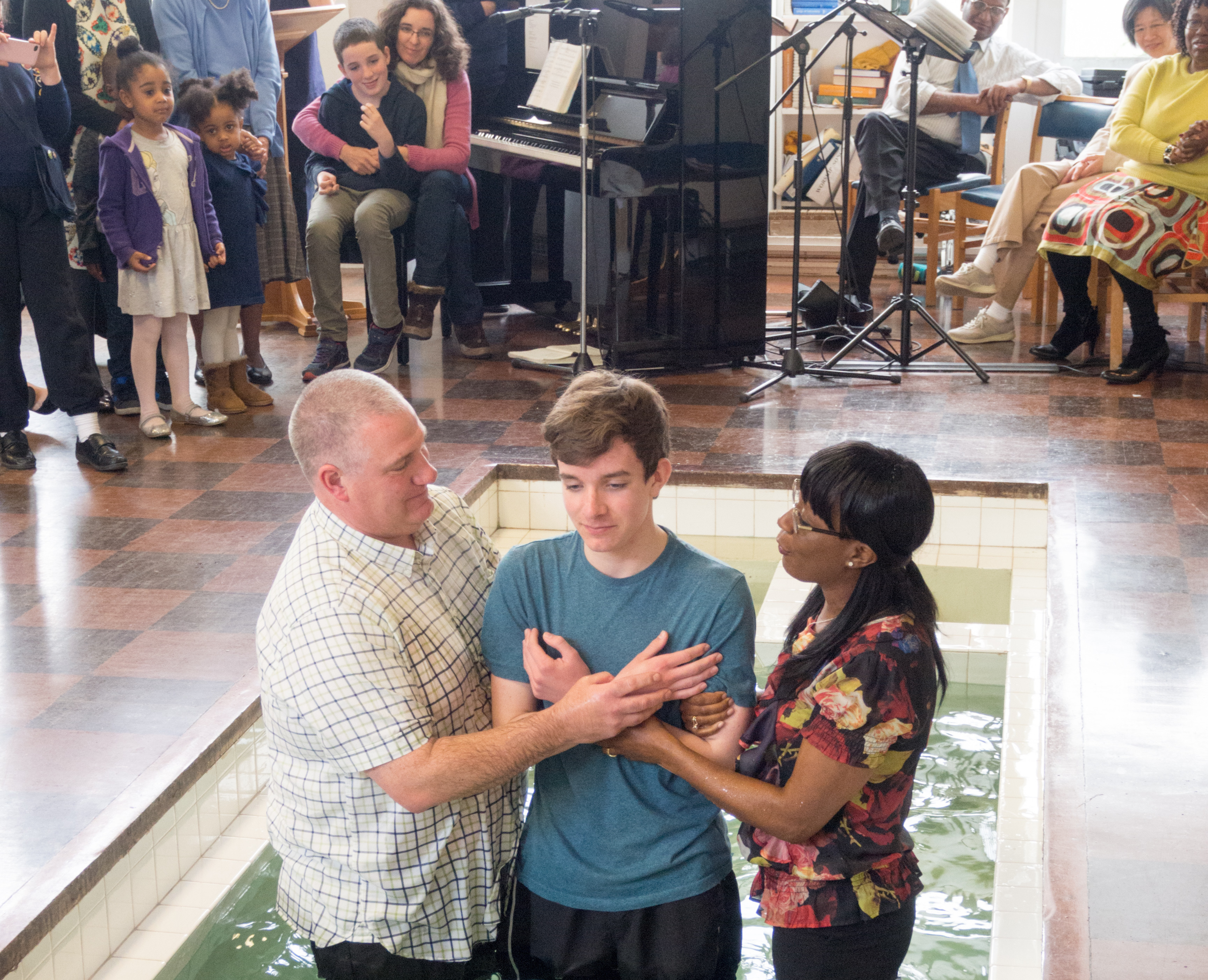
川イマージョン福音派キリスト教の洗礼

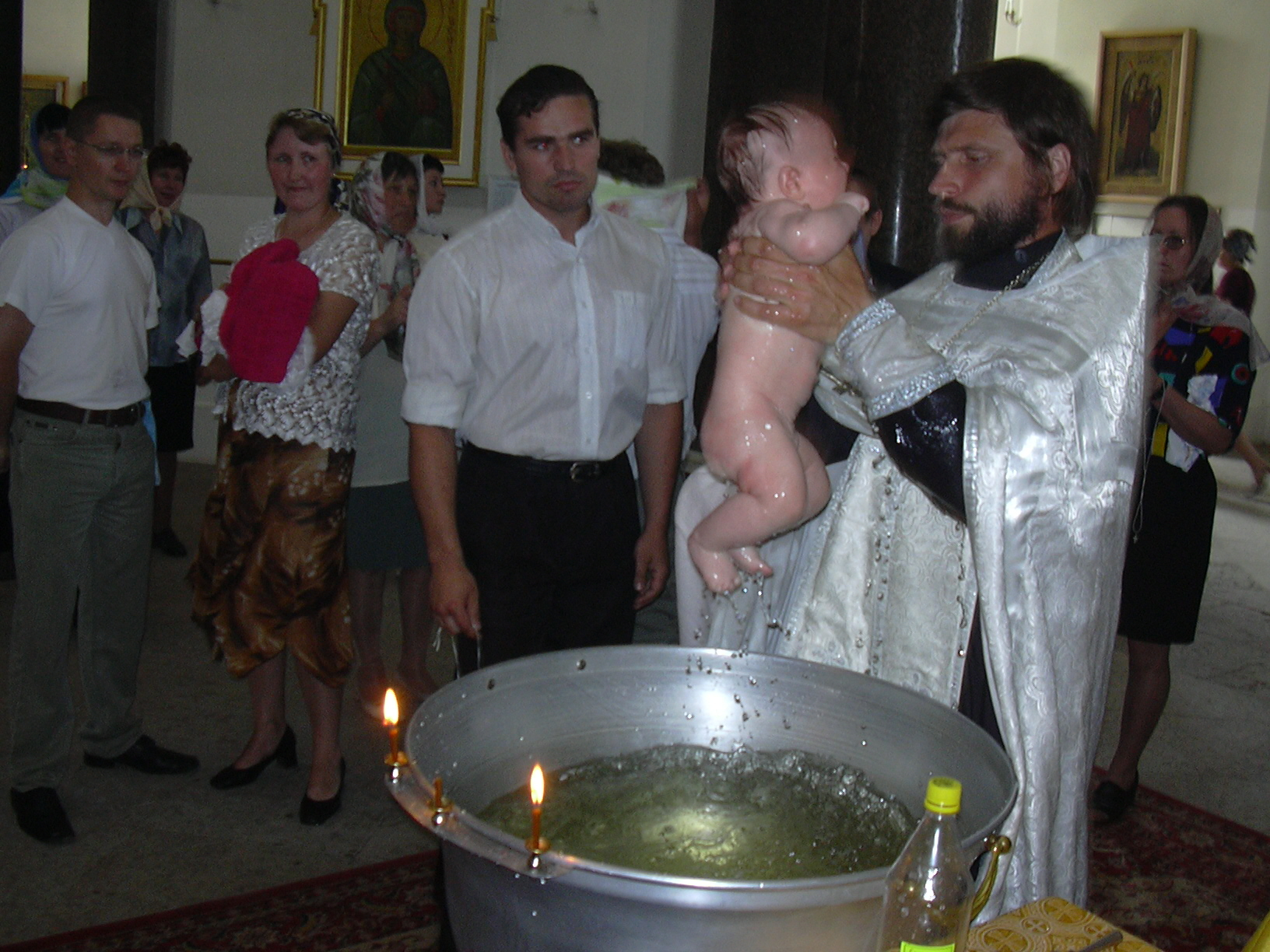
正教会の浸礼（幼児洗礼、2005年）

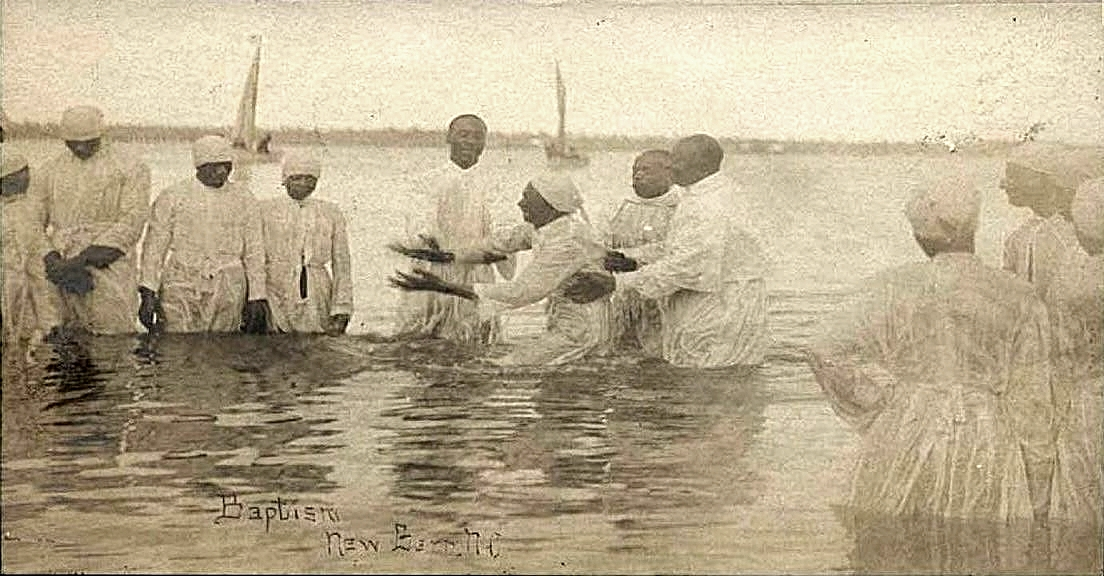
黒人教会の浸礼

浸礼（しんれい）はバプテスマの訳語の一つ。一般に浸礼の語を使う場合には、洗礼とは区別されたものとして使われることが多い。

## 概要
聖書（新約聖書）のヨハネによる福音書とマタイによる福音書に出てくる「キリストはバプテスマを受けられ、水の中から上がられた」と「そこは水が豊かであったからだ」を根拠にバプテスト教会やキリスト教系の新宗教のセブンスデー・アドベンチスト教会（SDA）などは、水を頭にまく洗礼（滴礼または滴礼式もしくは灌水礼または潅水礼式等と呼ばれる）を否定し水の中に入る浸礼を主張する。これは、新約聖書の原語であるギリシャ語のバプテスマ（または動詞バプテゾー）は、本来の意味が「沈め」（動詞では沈める）であり、他の意味には訳出できない言葉だからである。また、『イエスは答えられた。「まことに、まことに、あなたに告げます。人は、水と御霊によって生まれなければ、神の国にはいることができません。」』を理由に教会員に成る為にはこれが最初の信仰告白とされる。
バプテスト教会やセブンスデー・アドベンチスト教会は浸礼を執行するため、教会の礼拝堂に「バプテストリー」（プールやお風呂場の様な物）が設けられている。
正教会でも浸礼（浸礼方式）が本来のやり方とされてきたものの、近代以降、教会設備の問題等の要因から滴礼式・灌水式も否定せずに行われてきた。しかし近年、浸水式の見直しの機運が高まっており、日本ハリストス正教会でも一部の教会で、希望者に対して浸礼が行われるケースが出始めている。ただし、教会設備等の問題から、こうした希望に添える教会は日本ではあくまで一部にとどまっている。なお、幼児であれば全身がほとんど入る事の出来る洗礼盤が多くの日本各地の正教会でも用意されており、幼児洗礼においては幼児の全身を聖水に浸す浸礼が行われるのが一般的である。
カトリックが滴礼式・灌水式で有名だが、初期の時代にはカトリックもこの浸礼をしていたとする説もある。滴礼式の頭に聖水をまくやり方は十字軍時に時間がなく、また水が不足していた理由から滴礼に変わったとする説がある。
韓国や中国ではバプテスマの単語を使わず、大韓浸礼教会（韓国バプテスト教会）という風に漢語を使う。日本でもバプテスト教会は浸礼教会と呼んでいた。現在でも浸礼教会を教会名とする教会がある。